# Areeb Zuaiter
Areeb Zuaiter (Nablus, Palestina, 17 de junio de 1980) es una directora de cine palestina y una narradora visual multinacional.

## Biografía
Zuaiter nació en Nablus, Palestina, el 17 de junio de 1980. Su familia se mudó a Arabia Saudita cuando ella tenía dos meses. Inicialmente se dedicó a la pintura antes de interesarse por el cine.
En 1997 se mudó al Líbano para realizar su licenciatura en Arquitectura de Interiores y luego otra licenciatura en Radio, Televisión y Cine de la Universidad Libanesa Americana. En 2010, se mudó a los Estados Unidos para obtener su maestría en Producción de Cine y Video en la American University School of Communication.
Dirigió el Departamento de Capacitación Regional de la Royal Film Commission - Jordania y, actualmente, se desempeña como Jefe de Programación de Cine en el Festival Internacional de Cine de Amán - Awal Film (AIFF).
Pasó un año en el Museo Nacional de Historia Estadounidense del Smithsonian como becaria de cine y vídeo de Goldman Sachs, donde produjo algunos de los proyectos clave del museo. Entre 2016 y 2018, Zuaiter formó parte de los comités de evaluación del Rawi Screenwriters Lab, el Premio de Cine de la Robert Bosch Stiftung y Med Film Factory.
Zuaiter enseñó Alfabetización Visual, Producción de Medios II e Historia del Documental en la Escuela de Comunicación de la American University y enseñó Producción Cinematográfica II en la Escuela de Comunicaciones Cathy Hughes de la Universidad de Howard.

## Trabajo cinematográfico
Dirigió el cortometraje de ficción "Stained", que ganó el Premio del Jurado en el Festival de Cine Europeo en el Líbano. También dirigió el documental Colors of Resistance, que ganó el premio al Mejor Cortometraje Documental de los London Independent Film Awards en el Festival de Cine Independiente de Londres de 2019.
En cuanto a su trabajo cinematográfico, Zuaiter crea obras centradas en cuestiones sociales, el arte, Palestina y la identidad. Ha dicho que está "presentando, preservando y protegiendo a las personas que ya no pueden encontrar su ciudad en un mapa".

## Documentales
- Colors of Resistance[13]
- Yalla Parkour[14][15][16]

## Premios
- Festival Internacional de Cine

| 2019 | Ganador Premio Globo ARFF | Marzo 2019 - París Colores de resistencia (2019) |

- Festival de Cine Independiente de Londres

| 2019 | Ganador Mejor Cortometraje Documental | marzo 2019 Colors of Resistance (2019) (cortometraje, documental) |